# 1910 en Suisse
Chronologie de la Suisse
- 1906
- 1907
- 1908
- 1909
- 1910
- 1911
- 1912
- 1913
- 1914

Chronologie de la Suisse
1909 en Suisse - 1910 en Suisse - 1911 en Suisse

## Gouvernement au1erjanvier 1910
- Conseil Fédéral[1]
  - Robert Comtesse (PRD), président de la Confédération
  - Marc-Emile Ruchet (PRD), vice-président de la Confédération
  - Adolf Deucher (PRD)
  - Ernst Brenner (PRD)
  - Ludwig Forrer (PRD)
  - Eduard Müller (PRD)
  - Josef Anton Schobinger (PDC)

## Évènements
Mardi 22 février 
- Le Conseil fédéral propose une modification constitutionnelle permettant à la Confédération de réglementer la circulation automobile et la navigation aérienne.

 Dimanche 6 mars 
- Les citoyens de Bâle-Ville approuvent la révision constitutionnelle introduisant la séparation de l’Église et de l’État

 Lundi 4 avril 
- La Suisse ratifie les dispositions de la Seconde conférence de La Haye pour le règlement pacifique des conflits internationaux.

 Dimanche 17 avril 
- Ouverture du Musée des Beaux-Arts de Zurich.

 Mardi 19 avril 
- Inauguration de la Clinique infantile de l'Université de Genève.

 Dimanche 24 avril 
- Début à Locarno (TI), de la Semaine sportive internationale sur le Lac Majeur.

 Dimanche 8 mai 
- Fondation de l’Association fédérale des yodleurs.

 Mardi 10 mai 
- Le pilote Ernest Failloubaz parvient à décoller d’un champ à Avenches (VD), aux commandes d’un engin construit par René Grandjean. Il s’agit du premier vol se déroulant sur sol suisse.

 Lundi 6 juin 
- Ire Conférence européenne des œuvres des gares organisée à Berne par l'Union internationale des amies de la jeune fille.

 Samedi 11 juin 
- Inauguration de la nouvelle Bibliothèque cantonale et universitaire à Fribourg.

 Mercredi 15 juin 
- Des inondations catastrophiques submergent la Suisse centrale. A Altdorf (Uri), un éboulement emporte une maison, tuant une mère de famille et onze de ses treize enfants. Les eaux du lac des Quatre-Cantons atteignent un niveau record.

 Vendredi 24 juin 
- Début des festivités du 450e anniversaire de l’Université de Bâle.

 Mardi 5 juillet 
- Ouverture de la ligne ferroviaire du col de la Bernina, entre Saint-Moritz (GR) et Tirano (Ita).

 Dimanche 17 juillet 
- Début du Tir fédéral à Berne.
- Le village de Bex (VD) subit de graves inondations.

 Lundi 15 août 
- Visite officielle d’Armand Fallières, président de la République française.

 Samedi 27 août 
- Inauguration du chemin-de-fer Martigny-Orsières (VS).

 Dimanche 28 août 
- La pilote Armand Dufaux survole pour la première fois le Lac Léman aux commandes d'un avion.

 Dimanche 4 septembre 
- Inauguration du monument de la République à La Chaux-de-Fonds (NE).

 Samedi 10 septembre 
- Ouverture de la VIIIe Exposition fédérale d'agriculture, viticulture, sylviculture, horticulture à Lausanne.

 Vendredi 23 septembre 
- Parti de Brigue (VS), le pilote d’origine péruvienne Géo Chavez franchit le col du Simplon aux commandes de son avion. Il se blesse grièvement lors de l’atterrissage près de Domodossola (Ita).

 Lundi 3 octobre 
- Mise en service du chemin de fer Bodensee-Toggenburg, entre Romanshorn-Saint-Gall et Wattwil.

 Vendredi 7 octobre 
- Entrée en vigueur de l’interdiction de l’absinthe, approuvée par le peuple en juillet 1908. Le Conseil fédéral verse pour 1,6 million de francs d’indemnités aux cultivateurs, fabricants, commerçants, ouvriers et employés lésés par cette interdiction.

 Samedi 8 octobre 
- Inauguration du premier aérodrome de Suisse aménagé à Dübendorf (ZH).

 Dimanche 23 octobre 
- Votations fédérales. Le peuple rejette, par 265 194 non (52,5 %) contre 240 305 oui (47,5 %), l’Initiative populaire fédérale « Élection proportionnelle du Conseil national ».

 Mardi 25 octobre 
- Inauguration du Pont Bessières à Lausanne

 Dimanche 13 novembre 
- Un quartier de Bex (VD) est entièrement détruit par un incendie.

 Jeudi 1er décembre 
- Recensement fédéral de la population. La Suisse compte 3 753 293 habitants.

 Vendredi 9 décembre 
- Le Conseil national ratifie la convention internationale sur la circulation des automobiles, qui se traduit par l’adoption de signes uniformes et l’obligation de porter une plaque indiquant sa nationalité. La Suisse reçoit les initiales CH.

 Dimanche 10 décembre 
- Le Prix Nobel de la paix est attribué au Bureau international de la paix, dont le siège est à Berne.

## Décès
Mercredi 5 janvier 
- Décès à Clarens (VD), à l’âge de 75 ans, de Léon Walras, auteur de publications sur l'application des mathématiques à l'étude des faits économiques, chroniqueur à la Gazette de Lausanne.

 Mercredi 19 janvier 
- Décès à Lancy (GE), à l’âge de 55 ans, du peintre Daniel Ilhy.

 Samedi 29 janvier 
- Décès à Grasse Alpes-Maritimes, à l’âge de 52 ans, de l’écrivain Edouard Rod.

 Mardi 1er février 
- Décès à Genève, à l’âge de 60 ans, du théologien Ernest Martin.

 Vendredi 15 juillet 
- Décès à Lausanne, à l’âge de 65 ans de l’industriel Georges Agassiz. Fondateur des montres  Longines.

 Samedi 16 juillet 
- Décès à Anet, à l’âge de 79 ans, du peintre Albert Anker.

 Vendredi 29 juillet 
- Décès à Lausanne, à l’âge de 67 ans, de l’ophtalmologiste Marc Dufour.

 Dimanche 21 août 
- Décès à Genève, à l’âge de 84 ans, de Gustave Moynier, président en exercice du Comité international de la Croix-Rouge.

 Lundi 5 septembre 
- Décès à l’Luxembourg, à l’âge de 69 ans, de l’historien catholique de Alexander Baumgartner.

 Mercredi 14 septembre 
- Décès à Küsnacht (ZH), à l’âge de 61 ans, de l’historien Karl Dändliker.

 Jeudi 29 septembre 
- Décès à Lausanne, à l’âge de 67 ans, de l’ophtalmologue Marc Dufour.

 Vendredi 30 septembre 
- Décès à Lucerne, à l’âge de 69 ans, du médecin et poète Arnold Ott.

 Samedi 1er octobre 
- Décès à Bâle, à l’âge de 66 ans, de l’architecte Theodor Gohl.

 Mercredi 26 octobre 
- Décès à Genève, à l’âge de 37 ans, de Luigi Luccheni, assassin de Sissi, impératrice d’Autriche.

 Mercredi 26 octobre 
- Décès à Zurich, à l’âge de 63 ans, du chirurgien Rudolf Ulrich Krönlein.

 Dimanche 30 octobre 
- Décès à Heiden (AR), à l’âge de 82 ans, d’Henri Dunant, fondateur de la Croix-Rouge.

 Lundi 7 novembre 
- Décès à Lausanne, à l’âge de 54 ans, de l’architecte Francis Isoz.